# Вінтон (Міннесота)
Вінтон (англ. Winton) — місто (англ. city) в США, в окрузі Сент-Луїс штату Міннесота. Населення — 169 осіб (2020).

## Географія
Вінтон розташований за координатами 47°55′45″ пн. ш. 91°48′5″ зх. д. / 47.92917° пн. ш. 91.80139° зх. д. (47.929168, -91.801301).  За даними Бюро перепису населення США в 2010 році місто мало площу 0,33 км², з яких 0,33 км² — суходіл та 0,00 км² — водойми.

### Клімат
| Клімат : Вінтон       | Клімат : Вінтон | Клімат : Вінтон | Клімат : Вінтон | Клімат : Вінтон | Клімат : Вінтон | Клімат : Вінтон | Клімат : Вінтон | Клімат : Вінтон | Клімат : Вінтон | Клімат : Вінтон | Клімат : Вінтон | Клімат : Вінтон | Клімат : Вінтон |
| Показник              | Січ.            | Лют.            | Бер.            | Квіт.           | Трав.           | Черв.           | Лип.            | Серп.           | Вер.            | Жовт.           | Лист.           | Груд.           | Рік             |
| Середній максимум, °C | −10             | −5              | 1,7             | 9,4             | 18,3            | 22,8            | 25,6            | 23,9            | 17,8            | 10,0            | 0,0             | −7,8            | 8,9             |
| Середній мінімум, °C  | −22,8           | −18,9           | −12,2           | −3,3            | 5,0             | 10,6            | 13,3            | 12,2            | 6,7             | 0,6             | −8,3            | −17,8           | −2,8            |
| Норма опадів, мм      | 28              | 20              | 30              | 41              | 74              | 107             | 94              | 97              | 91              | 61              | 43              | 25              | 709             |
| --------------------- | --------------- | --------------- | --------------- | --------------- | --------------- | --------------- | --------------- | --------------- | --------------- | --------------- | --------------- | --------------- | --------------- |
| Джерело: Weatherbase  |                 |                 |                 |                 |                 |                 |                 |                 |                 |                 |                 |                 |                 |

## Демографія
Згідно з переписом 2010 року, у місті мешкали 172 особи в 88 домогосподарствах у складі 40 родин. Густота населення становила 516 осіб/км².  Було 110 помешкань (330/км²).
Расовий склад населення:
| - 98,8 % — білих |

До двох чи більше рас належало 1,2 %. Частка іспаномовних становила 0,0 % від усіх жителів.
За віковим діапазоном населення розподілялося таким чином: 19,8 % — особи молодші 18 років, 62,8 % — особи у віці 18—64 років, 17,4 % — особи у віці 65 років та старші. Медіана віку мешканця становила 45,5 року. На 100 осіб жіночої статі у місті припадало 149,3 чоловіків;  на 100 жінок у віці від 18 років та старших — 133,9 чоловіків також старших 18 років.
Середній дохід на одне домашнє господарство  становив 41 071 долар США (медіана — 33 750), а середній дохід на одну сім'ю — 59 403 долари (медіана — 59 063). За межею бідності перебувало 20,0 % осіб, у тому числі 87,5 % дітей у віці до 18 років та 15,4 % осіб у віці 65 років та старших.
Цивільне працевлаштоване населення становило 75 осіб. Основні галузі зайнятості: публічна адміністрація — 24,0 %, освіта, охорона здоров'я та соціальна допомога — 21,3 %, мистецтво, розваги та відпочинок — 17,3 %, будівництво — 17,3 %.